# Vanadij
Vanadij je kemijski element atomskog (rednog) broja 23 i atomske mase 50,9415(1). U periodnom sustavu elemenata predstavlja ga simbol V.
Vanadij je čeličnosiv, vrlo tvrd metal otporan na koroziju. U prirodi se pojavljuje u oko 65 minerala. Jedan je od 26 elemenata koji se nalaze u većini živih organizama.
Najviše se rabi u proizvodnji legura. Vanadijevi čelici rabe se za izradu brzoreznih alata. Služi kao filtar pri rendgenskom zračenju.
Ime je dobio prema skandinavskoj božici Vanadis, drugomu imenu Freyje.